# Alfa Romeo Dauphine
L'Alfa Romeo Dauphine est une automobile franco-italienne produite par le constructeur milanais Alfa Romeo sous licence Renault entre 1959 et 1966.

## Histoire et contexte
Au lendemain de la Seconde Guerre mondiale, Alfa Romeo doit reconstruire entièrement ses usines de Portello à Milan et de Pomigliano d'Arco près de Naples. 
Le constructeur milanais avait été nationalisé en 1933 et dépendait de la holding publique italienne tentaculaire IRI.
Après avoir lancé l'Alfa Romeo 1900 en 1950 et la Giulietta en 1954, les responsables politiques italiens voulaient accroître la part de marché d'Alfa Romeo en Italie face à l'hégémonie de Fiat.
Le constructeur milanais n'avait jamais fabriqué de petites voitures populaires car sa spécialité, depuis sa création en 1910, était les voitures puissantes et sportives. Des contacts discrets avec des constructeurs étrangers furent pris et le choix se porta sur le français Renault et sur le modèle Dauphine.
Le 25 mars 1957 à 18h, les six pays Allemagne, Italie, France, Pays-Bas, Belgique et Luxembourg signent à Rome le traité qui donne naissance à la Communauté économique européenne, élargissant du même coup l'espace coopératif né autour de la CECA - Communauté européenne du charbon et de l'acier. Dans les mois qui suivent, tous les gouvernements de ces pays vont multiplier les gestes forts pour montrer tout le bien qu'il y a à soutenir cette construction européenne. Quoi de mieux, alors, que le rapprochement de deux symboles de l'automobile, tous deux nationalisés ? Renault et Alfa Romeo. La Régie nationale dirigée par Pierre Dreyfus rêve de déborder enfin de ses frontières. Partie à l'assaut de la forteresse américaine avec sa nouvelle Dauphine, apparue l'année précédente, cherche à tout prix à s'implanter dans l'Europe entière, n'ayant jusqu'ici, fait que de la figuration sur les marchés européens et notamment italien. Alfa Romeo, sous la tutelle de l'Istituto per la Ricostruzione Industriale, est parvenu à changer de stature depuis la fin de la guerre. C'est désormais un acteur industriel ambitieux qui, au début de 1958, produit 300 voitures par jour. Avec la 1900 et la Giulietta, il s'est imposé comme un constructeur de voitures sportives, mais face au géant Fiat, il fait figure de nain. Mais il n'est pas simple de concevoir un petit véhicule de grande diffusion. Le projet 103 d'une berline à traction avant mue par un petit moteur à deux arbres à cames en tête, selon la tradition Alfa Romeo, de 900 cm3 est à la fois très audacieux, cher et très risqué pour le réaliser seul et obtenir le consentement de l'IRI.
En octobre 1958, Alfa Romeo et la Régie Nationale des Usines Renault signent un accord de coopération industrielle visant à concéder une licence de fabrication pour le modèle Dauphine en Italie et la distribution des Alfa Romeo dans le réseau Renault en France. Il est établi pour une durée de huit années. La société Renault-Italia est alors constituée pour construire et vendre en Italie dans le réseau Alfa Romeo les Dauphine dont une partie des pièces mécaniques sont envoyées de France directement par la Régie.
La Dauphine devient ainsi un modèle Alfa Romeo et est nationalisée italienne afin de ne pas payer les droits de douane à l'importation. Au niveau des pièces détachées, Renault-Italia dispose de l'exclusivité de la vente des pièces de rechange. Elle se fait également à travers le réseau Alfa Romeo.
La ligne de montage de la Dauphine est installée dans l'usine Alfa Romeo de Portello, à Milan, à côté de celles des Giulietta et Alfa 1900. La ligne  est inaugurée le 4 juin 1959 en présence du PDG de la Régie Renault, Pierre Dreyfus. Elle est vendue à sa sortie 890.000 Lires mais très curieusement, on trouve toujours des modèles importés de France au catalogue à 950.000 Lires chez les concessionnaires Renault alors que le constructeur français s'était interdit la vente à partir du moment où le modèle serait commercialisé par Alfa Romeo. 
La Dauphine fabriquée à Milan connait un certain succès les premières années avec 6.452 exemplaires vendus en 1959 et 20.047 unités en 1960, mais inférieur aux espérances. En mai 1960 la boite à 4 rapports de la Dauphine Gordini est enfin livrée par Renault pour être montée de série sur toutes les voitures produites en Italie. La boîte de vitesses à 3 rapports représentait un sérieux handicap pour la clientèle italienne. 
En octobre 1960, Alfa Romeo commence la production du modèle Ondine, version plus aboutie et luxueuse de la Dauphine dans l'espoir de satisfaire une clientèle plus nombreuse. Les dirigeants d'Alfa Romeo avaient souhaité augmenter sensiblement la puissance du moteur mais ce fut un refus de Renault qui n'en disposait pas. Pour faire face à la terrible concurrence de la Fiat 600, elle est vendue 845.000 Lires ce qui va de fait obliger la baisse du prix de la Dauphine à 795.000 Lires en décembre 1960. La carrière de l'Ondine sera très brève et se terminera en septembre 1962 après environ 2.000 voitures produites. Certains stocks d'invendus ont été exportés en France.
Le volume des ventes ne cesse de baisser à partir de 1961 avec 19.297 exemplaires Dauphine et Ondine confondues, tombe à 11.786 en 1962 et 6.347 en 1963. 
Pour le millésime 1964, les freins à disque sont enfin montés de série mais malgré cela, seulement 6.447 Dauphine trouveront preneurs. La chute des ventes s'amplifie encore pour tomber à 3.120 unités en 1965 et seulement 345 en 1966. Les luttes intestines entre Renault et Alfa Romeo se rejetant mutuellement la faute sur le manque d'évolution du modèle et son moteur de trop faible puissance aboutissent à l'arrêt de la production. 
En fait, dès le début les apparences étaient trompeuses, car les deux "partenaires" se méfiaient mutuellement l'un de l'autre. Le contrat bilatéral fut d'ailleurs très vite rendu caduc, car si le réseau Alfa Romeo a bien distribué la Dauphine en Italie, Renault a continué à la vendre directement dans son réseau italien et pire encore, s'est avéré incapable de commercialiser la moindre Giulietta qui ne sera jamais exposée dans ses concessions françaises.
L'aventure avec Renault se soldera donc par un échec.

## Éléments spécifiques de l'Alfa Romeo Dauphine
Pour obtenir l'homologation de la voiture produite en Italie, il fallut modifier et adapter un certain nombre de points techniques non conformes au code italien. À l'époque, les modèles importés, selon les conventions passées entre les 6 pays du "Marché Commun", bénéficiaient de "dérogations". Aucune voiture française ne disposait d'un pare-brise feuilleté, pourtant obligatoire dans tous les pays de la CEE, France exceptée, et la Dauphine dut bénéficier d'une dérogation à l'importation dans chaque pays.
Pour produire la Dauphine et les quelques Ondine, Alfa Romeo dut :
- remplacer tout le système électrique pour fonctionner sous 12V, le 6V n'étant pas homologable. Démarreur, allumeur, régulateur, dynamo sont tous Magneti-Marelli,
- remplacer les feux avant par des optiques de diamètre règlementaire. Face aux difficultés d'approvisionnement rencontrées par Renault pour ces pièces, Alfa Romeo a monté des feux Carello,
- remplacer les clignotants avant et ajouter les répéteurs de clignotants sur les ailes par des Carello,
- remplacer les feux arrière de taille non conforme par des Carello,
- remplacer l'éclaireur de plaque arrière par un modèle conforme, qui sera repris par Renault pour les modèles export,
- remplacer le bocal de lave-glace par un bocal rigide de contenance normalisée,
- déplacer la boîte à fusibles dans un endroit protégé, sous le tableau de bord.

### Numéros de série
La Dauphine Alfa Romeo a été fabriquée sous les numéros suivants :
- 1959 : type AR 1090 du n° 5.192.249 à 5.525.000
- 1960 : type AR 1090 du n° 5.530.001 à 5.900.800
- 1961 : type AR 1090 du n° 5.923.601 à 6.031.150 et AR 1090A de 1.084.651 à 1.115.935
- 1962 : type AR 1090 du n° 6.080.601 à 6.113.760
- 1963 : type AR 1090 du n° 6.116.153 à 6.200.975 puis de 510.008 à 529.805
- 1964 : type AR 1090 du n° 529.806 à 562.262

(Source : Gazoline)
Total berlines Dauphine : 71.841 exemplaires & Ondine : 2.000 exemplaires.